# 페로 시스템즈
페로 시스템즈 코퍼레이션(영어: Perot Systems Corporation)은 1988년 로스 페로가 이끄는 투자자 그룹이 설립한 정보기술 서비스 제공업체로, 미국 플레이노에 본사를 두고 있다. 페로 시스템즈는 의료, 정부, 제조, 은행, 보험 등 다양한 산업에서 정보기술 서비스를 제공했다. 특히 의료 기록을 디지털화하고 자동화하는 서비스와 함께 의료 산업에서 강점을 보였다.
25개국 이상에 사무실을 둔 포춘 1000 기업인 페로 시스템즈는 23,000명 이상의 직원을 고용했으며, 2009년 델 주식회사에 39억 달러에 인수되어 델 서비스가 되기 전 연간 매출은 28억 달러였다. 델 서비스는 이후 2016년 11월 NTT 데이터에 인수되었다.

## 역사
H. 로스 페로와 여덟 명의 동료들은 제너럴 모터스에 EDS를 매각한 후 1988년 6월 페로 시스템즈를 설립했다. 2009년 9월 델 주식회사에 인수되기 전, 페로 시스템즈는 23,000명 이상의 직원을 보유하고 연간 매출(2008년) 28억 달러를 기록한 포춘 1000 기업이었다. 이 회사는 미국, 유럽, 인도, 중국, 멕시코를 포함한 전 세계 25개국 이상에 사무실을 유지했다.
2009년 9월 21일, 델과 페로 시스템즈가 델이 페로 시스템즈를 약 39억 달러(2009년 $46.5억 상당의 2019)에 인수하는 최종 계약을 체결했다고 공식 발표되었다. 이번 인수는 델에게 더 넓은 범위의 IT 서비스와 솔루션에 대한 접근성을 제공하고, 기존 페로 시스템즈 고객에게 델 컴퓨터 및 기타 하드웨어에 대한 접근성을 제공하도록 설계되었다. 계약에 따라 델은 회사 보통주 전량을 주당 30달러에 인수했는데, 이는 페로 시스템즈 주식의 이전 종가에 비해 61%의 프리미엄을 나타낸다. 델은 2016년에 이 사업부를 NTT 데이터에 매각했다. 비공식적인 출처에 따르면 델과의 합병은 문화적 충돌과 테넷 병원 및 이전 지도자들이 설립한 다른 신생 기업으로 인재가 유출되면서 실패했다고 한다. 또한, 전 페로/델 직원들은 2013년에 로스 페로 주니어의 후원을 받아 Guide IT를 설립했다(스콧 반스, 잭 에반스, 존 퍼니스, 팀 모리스, 러셀 프리먼, 나중에 척 라일즈 포함).

## 인정
3년 연속 상위 5위 안에 든 페로 시스템즈는 2008년 포춘지 "미국에서 가장 존경받는 기업" IT 서비스 부문에 선정되었다. 회사 등급은 투자 가치와 제품/서비스 품질부터 혁신 및 경영 품질에 이르는 8가지 기준에 따라 평가된다. 설문 조사에 따르면 델 서비스(페로 시스템즈의 후속 기업)는 미국 의료 시장에서 IT 공급업체 1위로 선정되었다.

## 같이 보기
- 일렉트로닉 데이터 시스템스